# 3547 Сєров
3547 Сєров (3547 Serov) — астероїд головного поясу, відкритий 2 жовтня 1978 року.
Тіссеранів параметр щодо Юпітера — 3,475.